# Eupsittula astec
Eupsittula astec, "aztekparakit", är en fågelart i familjen västpapegojor inom ordningen papegojfåglar.

## Utbredning och systematik
Fågeln förekommer i Centralamerika och delas in i två underarter med följande utbredning: Nyligen har den även påträffats i Colombia norr om Amazonfloden längst i sydost.
- E. a. vicinalis – nordöstra Mexiko från Tamaulipas till norra Veracruz
- E. a. astec – karibiska sluttningen från sydöstra Mexiko (centrala Veracruz) till västra Panama (Bocas del Toro)

Den betraktas oftast som underart till olivbröstad parakit (Eupsittula nana), men urskiljs sedan 2014 som egen art av Birdlife International, IUCN och Handbook of Birds of the World.

## Status
Den kategoriseras av IUCN som livskraftig.